# Eunotia paratridentula
Eunotia paratridentula (syn: Eunotia muscicola var. tridentula Nörpel & Lange-Bertalot, 1993) – gatunek okrzemek występujących w wodach płynących.  

## Morfologia
Okrzemki o kształcie podłużnym, żyjące jako element fitobentosu. Pancerzyki dorsiwentralne. Krawędź wentralna lekko do dość silnie wypukłej z jednym mniej więcej wyodrębnionym wybrzuszeniem, w obrębie którego usytuowane są środkowe końce ramion rafy. Krawędź dorsalna najczęściej trójfalista, pojedynczo spotykane są także dwu lub czterofaliste. Końce główkowato wyodrębnione i wygięte ku stronie wentralnej.
Jednokomórkowe osobniki o rozmiarach 6–22 μm długości i 3–5 μm szerokości. Prążki 14–18 w 10 μm, na końcach niemal niezauważalnie gęściej usytuowane. Areole w mikroskopie świetlnym niewidoczne (35–40 w 10 μm). Węzły terminalne rafy w pobliżu biegunów. Końce terminalne rafy na powierzchni okrywy krótko zakrzywione.

## Ekologia
Dość częsta w Europie środkowej, licznie występująca w źródłach i dystroficznych, ubogich w elektrolity górnych, odcinkach strumieni na krzemianowych terenach wyżynnych. Gatunek słodkowodny. Występuje w różnych regionach świata, przy czym nie był stwierdzany w Afryce.
W polskim wskaźniku okrzemkowym do oceny stanu ekologicznego rzek (IO) uznany za gatunek referencyjny dla rzek o podłożu krzemianowym. Przypisano mu wartość wskaźnika trofii równą 0,6, natomiast wskaźnika saprobii 1,0, co odpowiada preferencjom do wód niezanieczyszczonych. 

## Gatunki podobne
W Europie środkowej podobna, lecz rzadka, jest Eunotia minutula Grunow o mniejszej szerokości okryw i silniej wklęsłej krawędzi wentralnej. Z kolei Eunotia varioundulata Nörpel-Schempp i Lange-Bertalot występuje tylko w Skandynawii. Dwa kolejne taksony, które wcześniej połączone były z E. paratridentula jako odmiany jednego gatunku, nie zostały w Europie środkowej dotąd zaobserwowane – są to Eunotia muscicola Krasske i Eunotia perminuta Grunow. Eunotia tridentula Ehrenberg jest elementem fykoflory amerykańskiej i nie ma wiarygodnych doniesień o jej występowaniu w Europie. Bywa także mylona z Eunotia perpusilla (Grunow) Berg.